# HD 210702 b
HD 210702 b é um planeta extrassolar que orbita a estrela HD 210702, localizada a 183 anos-luz da Terra na constelação de Pegasus. Foi descoberto junto com HD 175541 b e HD 192699 b em abril de 2007 por Johnson et al. Possui uma massa mínima de 2 massas de Júpiter e orbita a estrela a uma distância média de 1,17 UA com um período orbital de 341,1 dias.